# Área da baía de Galveston
A Área da baía de Galveston (em inglês Galveston Bay Area, também conhecida como Bay Area Houston ou the Bay Area) é uma região metropolitana que circunda a Baía de Galveston em la costa do Texas, Estados Unidos. A região é uma seção da região metropolitana da Grande Houston.
A região engloba as cidades de Pasadena, Baytown, Clear Lake, Webster, Texas City, League City, e Nassau Bay.
A economia da região se baseia em um amplo parque industrial nos setores de petróleo e aeronáutica, também biotecnologia, turismo, e pesca comercial. O Centro Espacial Lyndon B. Johnson, o centro de comando dos voos tripulados da NASA, é baseado na região.